# Tramwaje w Saławacie

Schemat sieci tramwajowej

Tramwaje w Saławacie − system komunikacji tramwajowej działający w rosyjskim mieście Saławat. 

## Historia
Tramwaje w Saławacie otwarto 29 lipca 1957. Tramwaj łączy miasto z zakładami przemysłowymi. Planowana jest budowa nowej linii o długości 6,2 km w ulicach: Ленинградская, Губкина i Калинина. W mieście funkcjonuje jedna zajezdnia.

## Linie
W mieście istnieją dwie linie tramwajowe:
- 1: Ленинградская улица — Управление СНОС
- 3: Салаватстекло — Управление СНОС

## Tabor
W Saławacie eksploatowanych jest 68 wagonów tramwajowych:
- RWZ-6 13 sztuk
- KTM-5 22 sztuk
- KTM-5A 8 sztuk
- KTM-8K 6 sztuk
- KTM-8KM 16 sztuk
- LM-99K 1 sztuka
- KTM-19KT 2 sztuki

Tabor techniczny składa się z 14 wagonów w tym 3 to wagony typu LM-93, które wcześniej były eksploatowane jako tramwaje liniowe.